# Guadalupe Peak
Guadalupe Peak – szczyt w Stanach Zjednoczonych, w paśmie górskim Guadalupe (część Kordylierów), w zachodnim Teksasie, najwyższe wzniesienie tego stanu (2667 m n.p.m.). Leży na terenie hrabstwa Culberson, w obrębie Parku Narodowego Guadalupe Mountains, około 100 km na północ od miasta Van Horn i 150 km na wschód od El Paso.